# Голубев, Антоний
Анто́ний Голу́бев (пол. Antoni Gołubiew, 25 февраля 1907, Вильно — 27 июня 1979, Краков) — польский историк, писатель, эссеист и журналист.

## Биография
Родился в Вильно. Учился в гимназии имени Сигизмунда Августа. Затем изучал физику и астрономию, позднее историю и польскую филологию в Университете Стефана Батория. Участвовал в деятельности литературной группы „Żagary“ («Жагары»). С 1932 года преподавал историю в гимназии.
Во время Второй мировой войной жил в Вильно, затем в Кракове. Во время нацистской оккупации на пропитание зарабатывал физическим трудом. Принимал участие в деятельности польского подполья. После Второй мировой войны жил в Лодзи, затем в Кракове.
Умер в Кракове и был похоронен на Сальваторском кладбище.

## Литературная деятельность
Уже во время учёбы в Университете Стефана Батория вместе с группой писателей (Теодор Буйницкий, Чеслав Милош, Ежи Путрамент) основал и редактировал журнал «Жагары» („Żagary“). Позднее примкнул к католическому движению возрождения и в 1934—1936 годах редактировал молодёжный католический двухнедельник «Пакс» („Pax“). После Второй мировой войны в Кракове работал в редакции еженедельника «Tygodnik Powszechny» (1946—1953 и с 1956 года) и журнала „Znak“ (1949—1952). Пользовался псевдонимами Ежи Тихоцкий, Ян Кароль Вайда, Гоа.
В творчестве Голубева основное место занимает историческая тематика. Первый роман „Mędrcy na scenie“ вышел в 1935 году. Позднее издавались сборники рассказов „Na drodze“ (1966), „Spotkanie na Świętokrzyskiej“ (1975), мемуарно-генеалогический цикл „Kazimierzówka“ (1981), воспоминания „Największa przygoda mojego życia“ (1981), драматическая хроника „Szaja Ajzensztok“ (1985), притча „W żółtej poczekalni dworcowej pod zegarem“ (1985), а также сборники эссе и очерков религиозно-философской и историко-литературной тематики „Listy do przyjaciela“, „Gdy chcemy się modlić“ (1955), „Poszukiwania“ (1960), „Unoszeni historią“ (1971), „Świadkowie przemian“ (1974).
Самое известное произведение Голубева — серия пяти романов „Bolesław Chrobry“, в которую вошли „Puszcza“ (1947), „Szło Nowe“ (1947), „Złe dni“ (две части, 1950), „Rozdroża“ (том 1 1954, том 2 1955), „Wnuk“ (1974). В цикле романов стилизованным архаичным языком изображается становление польского государства, столкновение древних племенных обычаев и христианских ценностей.
Получил множество литературных премий, в том числе в 1951 году — премию имени В. Петжака.

## Книги
- 1935 „Mędrcy na arenie“
- 1947—1974 „Bolesław Chrobry“ (в составе цикла: „Puszcza“, „Szło Nowe“, „Złe dni“, „Rozdroża“, „Wnuk“)
- 1955 „Listy do przyjaciela“
- 1960 „Poszukiwania“ (Kraków: Wydawnictwo Znak, 1960, nakład 15 350 egz., 358 s.)
- 1966 „Na drodze“
- 1971 „Unoszeni historią“
- 1974 „Świadkowie przemian“
- 1975 „Spotkanie na Świętokrzyskiej“
- 1981 „Największa przygoda mego życia. Lata nad "Bolesławem Chrobrym"“
- 1981 „W dolinie dwóch rzek. Kazimierzówka“
- 1985 „W żółtej poczekalni dworcowej pod zegarem“
- 1985 „Szaja Ajzensztok. Trzy świeczniki siedmioramienne“